# HMS Isis (D87)
Pour les autres navires du même nom, voir HMS Isis.
Le HMS Isis est un destroyer de classe I de la Royal Navy.

## Histoire
L’Isis participe à l'évacuation de la Grèce en avril 1941. Il est touché à Beyrouth en 1941 après la bataille de Crète alors qu'il poursuit deux destroyers du régime de Vichy qui se sont échappés. Un avion Junkers Ju 88 l'attaque ensuite et l'endommage gravement. Le Hero essaie de la remorquer à Haïfa, en Palestine. La corde de remorquage se casse, mais les moteurs sont allumés et il atteint Haïfa avec succès.
Le 19 février 1943, lui et le destroyer d'escorte Hursley ainsi qu'un bombardier Vickers Wellington attaquent et coulent le sous-marin allemand U-562 dans la mer Méditerranée au nord-est de Benghazi.
L’Isis percute une mine et coule le 20 juillet 1944 dans le canal T au large du secteur ouest des plages du débarquement de Normandie. Il est le dernier destroyer de l'entre-deux-guerres perdu pendant la guerre, onze officiers et 143 marins meurent.